# Kwaad bloed (boek)
Kwaad bloed (Engels: Troubled Blood) is de vijfde roman in de Cormoran Strike-serie, geschreven door J.K. Rowling en gepubliceerd onder het pseudoniem Robert Galbraith. De roman is uitgebracht op 15 september 2020. 
Het verhaal volgt privédetective Cormoran Strike en zijn zakenpartner Robin Ellacott terwijl ze de verdwijning onderzoeken van Margot Bamborough, een arts die in 1974 verdween. Het boek onderzoekt thema's zoals verandering, verlies en afwezigheid, en het veranderende aanzicht van het feminisme. Het is het eerste boek in de reeks waarin Strike en Robin een cold case onderzoeken.
Na de release werd Kwaad bloed een bestseller en won het de Crime and Thriller Book of the Year Award bij de British Book Awards. De roman is verfilmd als onderdeel van de televisieserie Strike.

## Plot
Kwaad bloed begint in augustus 2013 en eindigt op Robins dertigste verjaardag op 9 oktober 2014. Tijdens een bezoek aan zijn terminaal zieke tante Joan in Cornwall, wordt Strike benaderd door een vrouw die het bedrijf van Strike wil inhuren om de verdwijning van haar moeder, Margot Bamborough, een huisarts in Clerkenwell, Londen, bijna veertig jaar eerder, op 11 oktober 1974, te onderzoeken. Als gevolg van hun eerdere successen hebben zakenpartners Strike en Robin nu drie contractonderzoekers en een officemanager in dienst. 
Beiden hebben te maken met hun eigen problemen. Strikes problemen zijn de staking vanwege de ziekte van zijn tante, zelfmoordbedreigingen van zijn ex-verloofde Charlotte (nu een getrouwde moeder van twee kinderen) en de pogingen van zijn halfbroers en zussen om hem zover te krijgen dat hij een feest bijwoont ter ere van zijn biologische vader en rockster Johnny Rokeby. Robins problemen gaan over de onverzettelijkheid van Matthew tijdens hun scheiding, haar aanhoudende posttraumatische stressstoornis en haar onrustige persoonlijke leven, dat duidelijker in beeld kwam doordat haar broer en zijn vrouw hun eerste kind kregen.
De hoofdverdachte van de politie in de verdwijning van Margot was een momenteel gedetineerde seriemoordenaar genaamd Dennis Creed. De dochter Anna en haar vrouw geven het bedrijf een contract van een jaar om informatie te achterhalen.

## Achtergrond
Na het uitbrengen van de roman beschreef Rowling de belangrijkste thema's ervan als "verandering, verlies en afwezigheid" en dat het boek het "veranderende aanzicht van het feminisme" onderzoekt. Ze verklaarde ook dat het personage van Dennis Creed losjes gebaseerd was op de historische moordenaars Jerry Brudos en Russell Williams.